# 이란숙
이란숙 (1978년 11월 27일 ~ )은 대한민국의 슈퍼모델이다.

## 수상
- 1995년 제4회 슈퍼모델선발대회 우정상